# Lama (dier)
De lama (Lama glama), soms ook schaapkameel genoemd, is een gedomesticeerd Zuid-Amerikaans hoefdier uit de familie van de kameelachtigen (Camelidae). De wetenschappelijke naam van de soort werd als Camelus glama in 1758 gepubliceerd door Carl Linnaeus in Systema naturae. De naam "lama" is afkomstig uit het Quechua.

## Kenmerken
De lama heeft een schofthoogte van 109 tot 119 centimeter, een kop-romplengte van 120 tot 225 centimeter en een lichaamsgewicht van 130 tot 155 kilogram. De vacht bestaat uit dikke wol. Het gezicht is dunner behaard. De vachtkleur varieert van wit via roodbruin en grijs tot zwart, zowel effen als gevlekt. Er zijn twee rassen, de chaku en de ccara. De chaku, het meer algemene ras, heeft een vrij lange, wollige vacht, de ccara een zeer korte vacht.

## Leefwijze
De lama voedt zich met allerlei planten en grassen die groeien in de bergen. Hij deponeert zijn uitwerpselen meestal op een vaste plaats.

## Voortplanting
De meeste vrouwelijke lama's planten zich voor het eerst voort als ze een jaar of twee zijn. Na een draagtijd van 348 tot 368 dagen komt één jong ter wereld. Een pasgeboren lama weegt 8 tot 16 kilo.

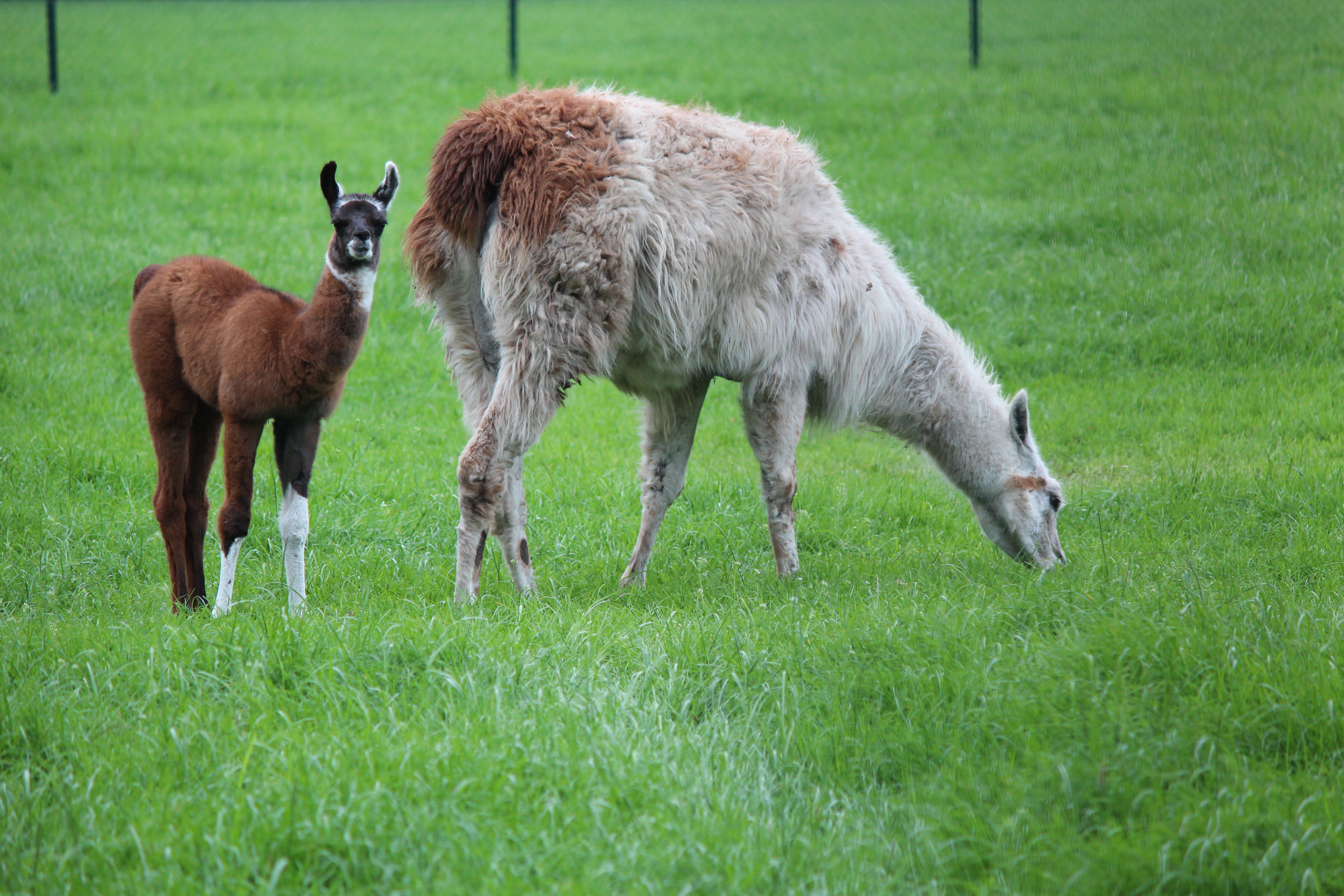
Lama met jong

## Verspreiding
Wereldwijd leven er zo'n 3,7 miljoen lama's. In de Andes van Ecuador, Peru, Bolivia, Chili en Noordwest-Argentinië. Hier komt hij het meest voor. Vooral in Bolivia komt hij nog veelvuldig voor: geschat wordt dat hier zo'n 70% van de totale populatie leeft. De lama wordt in Zuid-Amerika traditioneel gebruikt als lastdier en wolleverancier, maar hij wordt hier meer en meer vervangen door de moderne vervoermiddelen en door het schaap als leverancier van wol en vlees. In afgelegen gebieden wordt hij echter nog wel gebruikt. Ook buiten Zuid-Amerika, in de Verenigde Staten, Europa (voornamelijk Duitsland, Oostenrijk, Zwitserland en Italië), Australië en Nieuw-Zeeland, wordt de lama gehouden, voornamelijk als gezelschapsdier, maar ook voor de wol. Eind negentiende, begin twintigste eeuw werd het houden van exotische dieren een modeverschijnsel op de Europese landgoederen, waar lama's naast dieren als zebra's, struisvogels, antilopen, kangoeroes en zelfs roofdieren gehouden werden.

## Verwantschap
Behalve de gedomesticeerde lama bestaan er nog drie soorten lama's, de vicuña (Vicugna vicugna), de alpaca (Vicugna pacos) en de guanaco (Lama guanicoe). De guanaco is de nauwst nog levende verwant van de lama, en mogelijk de wilde voorouder. Het is echter ook mogelijk dat de lama afstamt van een aan de guanaco verwante wilde lamasoort, die tegenwoordig in het wild is uitgestorven. Alle lamasoorten zijn nauw verwant aan elkaar en de hybrides zijn vruchtbaar. De lama kan zelfs hybridiseren met de kameel. Een kruising tussen een lama en een kameel wordt cama genoemd.

## Lama als huisdier
De lama werd tussen 4000 en 5000 v.Chr. gedomesticeerd door de Inca's, die de dieren hielden als lastdier, maar ook voor de wol, het vlees en de mest. De lama is een ideaal lastdier in de bergen: hij kan overleven tot op 4000 meter hoogte en 25 tot 60 kilogram dragen over een afstand van 15 tot 30 kilometer per dag. Door lama's als lastdier te gebruiken, konden de Inca's handel bedrijven over grotere afstanden. Karavanen lama's werden gebruikt om koopwaar, goud en zilver te vervoeren. 
Paarden waren in Amerika niet bekend en zijn pas in de 16e eeuw uit Europa ingevoerd. 

## Verdediging
Een lama staat bekend om zijn typische reactie tegenover (vermeend) gevaar, namelijk spuwen in de richting van zijn belager. Het uitgespuwde mengsel is afkomstig van de voormagen.

## Afbeeldingen

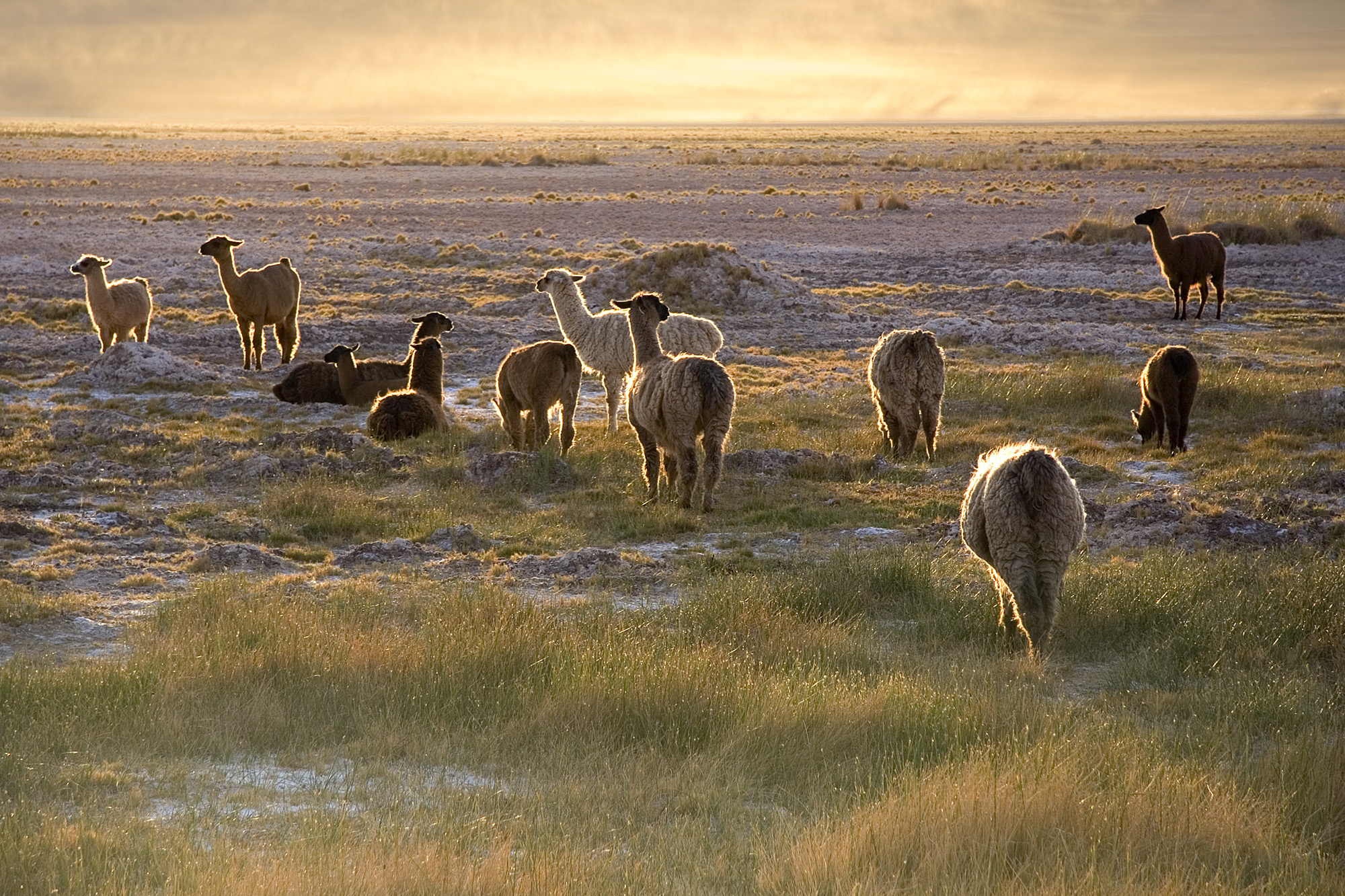
Lama's nabij San Pedro de Atacama in Chili
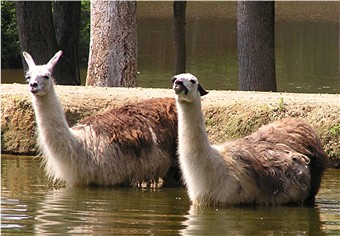